# Zbrucz
Zbrucz (ukr. Збруч) – rzeka na zachodniej Ukrainie o długości 247 km, lewy dopływ Dniestru.
Jej źródła leżą w pobliżu wsi Szczęsnówka, płynie w głębokim jarze. Nad rzeką leżą: Toki, Podwołoczyska, Wołoczyska, Satanów, Husiatyn, Skała Podolska, Okopy.

## Historia
Niegdyś stanowiła rzekę graniczną, wyznaczała od 1772 do 1793 granicę pomiędzy Rzecząpospolitą i Austrią, w latach 1793–1809 i 1815-1914 między Imperium Rosyjskim a Austrią, Cesarstwem Austrii i Austro-Węgrami, w latach 1921–1939 granicę państwową między II Rzecząpospolitą a Ukraińską SRR (od 1922 w składzie ZSRR).
U ujścia Zbrucza do Dniestru z polecenia Jana III Sobieskiego zbudowano Okopy Świętej Trójcy – znane z dramatu Zygmunta Krasińskiego pt. Nie-Boska komedia.
W 1848 r. w pobliżu wsi Liczkowce z rzeki wydobyto słowiański posąg kultowy, tzw. Światowida ze Zbrucza.